# Joachim Hukal
Joachim Hukal (* 27. Juli 1933 in Leipzig) ist ein deutscher Maler und Grafiker.

## Leben und Werk
Der Vater Hukals war Dekorationsmaler. Auch Hukal absolvierte von 1948 bis 1951 eine Lehre als Dekorationsmaler und arbeitete danach in seinem Beruf. Von 1955 bis 1958 studierte er Theatermalerei an der Fachschule für Angewandte Kunst in Magdeburg und von 1961 bis 1967 Malerei bei Alfred Hesse und Heinz Lohmar an der Hochschule für Bildende Künste Dresden. Seitdem arbeitet er als freischaffender Maler und Grafiker. Er lebt mit seiner Frau Angelika, einer Keramikerin, in der alten Büdnerei in Grevesmühlen-Eversdorf.
Hukal hatte im In- und Ausland eine Anzahl von Einzelausstellungen und Ausstellungsbeteiligung.
Bilder Hukals befinden sich u. a. im Kunstarchiv Beeskow.

## Mitgliedschaften
- bis 1990 Verband Bildender Künstler der DDR
- Künstlerbund Mecklenburg und Vorpommern e.V.

## Weitere Werke (Auswahl)
- Futterfahrer (1975, Öl)[2]
- Frauen an der Kohlmiete (1979, Tempera)[3]
- Gehetzt (1999; Gouache, 73 × 51 cm)[4]
- Frühling (1999, Tempera, 105 × 137 cm)[4]
- Hochgebirge Tirol (2000, Gouache, 60 × 50 cm)[4]

## Ausstellungen (unvollständig)

### Einzelausstellungen
- 2012: Plüschow, Künstlerhaus Schloss Plüschow (”Sella Hasse, Joachim Hukal, Linda Perthen. Zwei Künstlergenerationen aus Mecklenburg.“)
- 2013: Zarrentin, Kunstraum Tesdorf (mit Christine Stäps)[5]

### Beteiligung an Ausstellungen
- 1974/1975: Frankfurt/Oder, Galerie Junge Kunst („Junge Künstler '74. 1. Ausstellung junger bildender Künstler der DDR“)
- 1974, 1979 und 1984: Rostock, Bezirkskunstausstellungen
- 1977/78: Dresden, VIII. Kunstausstellung der DDR
- 1986/1987: Suhl („Das sicher sei, was uns lieb ist“. Ausstellung zum 40. Jahrestag der Gründung der Grenztruppen der DDR)
- 2001: Hofheim, Rathaus („Kunst aus Mecklenburg“)
- 2016: Schwerin, Gallery Berger („Foto und Kunst IV. 18 Künstler im Porträt“)